# Searchlight Pictures
Searchlight Pictures (Сёрчлайт Пикчерс; ранее «Фокс Сёрчлайт Пикчерс») — американская дочерняя киностудия, основанная 20th Century Fox в 1994 году. Компания занимается финансированием независимых кинопроектов.

## Заставка
Заставка Fox Searchlight Pictures практически полностью копирует заставку компании 20th Century Fox, вплоть до использования классической мелодии фанфар, сочинённых Альфредом Ньюманом.

## История
Компания 20-й век Фокс с 1982 по 1985 год выпускала независимые кинофильмы от лица дочерней компании «20th Century-Fox International Classics», которая чуть позже была переименована в «20th Century-Fox Specialized Film Division», а затем в «TLC Films». Наиболее примечательные из выпущенных картин это «Ziggy Stardust and the Spiders from Mars», «Наверное, боги сошли с ума» и «Поедая Рауля».
Спустя некоторое время появилась компания с названием «Fox Searchlight», которая окончательно сформировала у себя концепцию финансирования кинофильмов.

## Кинопродукция
За 1990-е годы кинокомпания профинансировала множество провальных (в отношении сборов к бюджету фильма) картин, вроде «Девушка № 6», «Кровь и вино», «Дорога в рай», «Ледяной ветер» и «Снежное чувство Смиллы». Однако были и коммерчески успешные фильмы, среди которых «Только она единственная», «Любовный треугольник», «Сон в летнюю ночь», «Парни не плачут» и другие. За весь период только один фильм удостоился какой бы то ни было награды: «Мужской стриптиз» — премия BAFTA за лучший фильм. Всего был профинансирован 31 фильм.
За 2000-е годы кинокомпания профинансировала несколько провальных (в отношении сборов к бюджету фильма) картин, вроде «Клуб ужасов», «Хороший вор», «Lucía, Lucía», «Взломщики сердец», «Игра слов», «Доверься мужчине», «Господа Бронко». Однако коммерчески успешных фильмов оказалось несравненно больше, среди которых «Однажды», «Ноториус», «Сумасшедшее сердце», «Суперполицейские», «Играй, как Бекхэм», «28 дней спустя», «Наполеон Динамит», «На обочине», «У холмов есть глаза» и другие. За весь период удостоились наград следующие фильмы: «На обочине» — Золотой глобус: «Лучшая музыкальная комедия»; «Миллионер из трущоб» — Оскар: «За лучший фильм», Золотой глобус: «Лучшая драма», BAFTA: «Лучший фильм»; «Рестлер» — Золотой лев. Всего было профинансировано 84 фильма.
За 2010-е годы кинокомпания профинансировала несколько провальных (в отношении сборов к бюджету фильма) картин, вроде «Маргарет», «Порочные игры». Однако были и коммерчески успешные фильмы, среди которых «Выдача багажа», «Отель „Мэриголд“. Лучший из экзотических», «Древо жизни», «Чёрный лебедь», «127 часов», «Просто Райт» и другие. Несколько фильмов были удостоены престижных кинонаград: «Потомки» — Золотой глобус: «Лучшая драма»; «12 лет рабства» — Оскар: «Лучший фильм», Золотой глобус: «Лучшая драма», BAFTA: «Лучший фильм», «Отель „Гранд Будапешт“» — Оскар: «Лучшая музыкальная комедия», «Бёрдмэн» — Оскар: «Лучший фильм», «Лучший режиссёр», «Лучший сценарий», «Лучшая работа оператора». На январь 2015 года компанией профинансировано 42 фильма.